# Акацієво-бейкієві рідколісся Калахарі
Акацієво-бейкієві рідколісся Калахарі (ідентифікатор WWF: AT0709) — афротропічний екорегіон тропічних та субтропічних луків, саван і чагарників, розташований в Південній Африці.

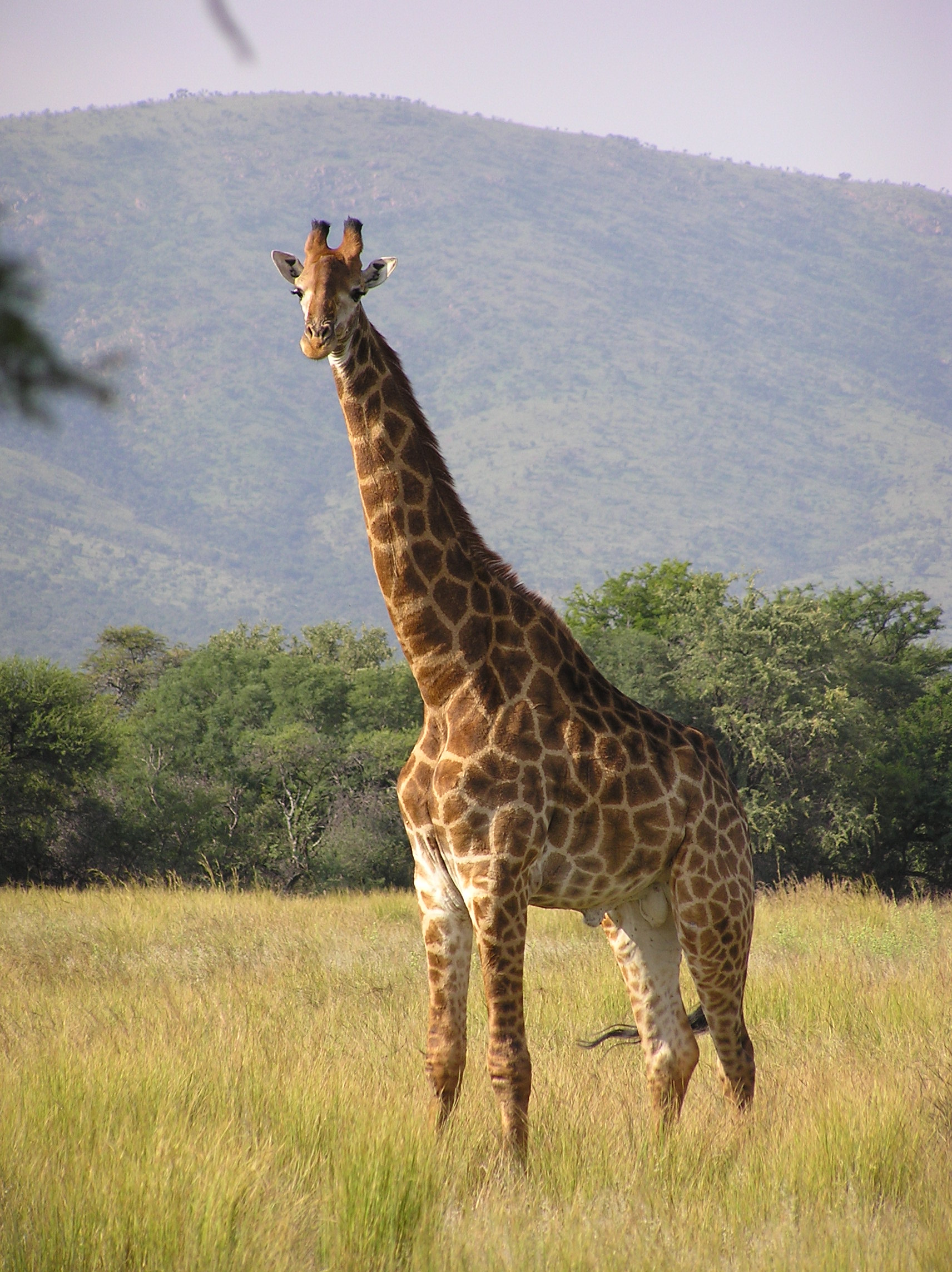
Жирафа в заповіднику Центральної Калахарі (Ботсвана)

## Географія
Екорегіон акацієво-бейкієвих рідколісь Калахарі простягається від північно-східних районів Намібії через Ботсвану до Північно-Західної провінції Південно-Африканської Республіки. Північно-східне відгалуження регіону простягається на північ між дельтою Окаванґо та солончаком Макгадікгаді-Пан, досягаючи крайнього заходу Зімбабве. На північному заході екорегіон переходить у ангольські мопанові рідколісся, на півночі — у бейкієві рідколісся Замбезії, на сході — у південноафриканський бушвельд, а на півдні та заході — у склерофітну савану Калахарі.
Екорегіон розташований на плато та плоскогір'ях, а його середня висота становить 1000 м над рівнем моря. Більша частина екорегіону розташована в напівпустельному регіоні Калахарі або Сандвельд, основу якого складають калахарійські піски. В центральній і північно-західній частинах регіону зустрічається кілька ізольованих гранітних пагорбів, зокрема пагорби Цоділо. Вони досягають висоти 1300 м над рівнем моря і є помітними топографічними елементами в загалом рівнинному ландшафті Калахарі. Ґрунти регіону глибокі (до 150 м), переважно представлені ареносолями, що погано утримують воду. Південно-східна частина екорегіону охоплює горбисті рівнини Хардвельду, висота яких коливається від 1000 до 1150 м над рівнем моря. Різноманітні скельні утворення, що лежать в основі Хардвельду, призвели до формування різних рослинних угруповань. Поблизу міст Махалап'є та Палап'є в Ботсвані є скельні масиви, такі як пагорби Мокгваре, Цвапонг і Шошонг, основу яких складають давні докембрійські породи. Ґрунти Хардвельду сильно вилуговані та фералітні, більш придатні до орного землеробства, ніж ґрунти Калахарі.
Екорегіон розташований у безстічному басейні Калахарі і характеризується дефіцитом поверхневих водних ресурсів. В плейстоцені на місці Калахарі існувало велике прісноводне озеро Макгадікгаді, в яке впадали численні річки, зокрема Замбезі, Окаванго та Квандо. Залишком цього озера є Макгадікгаді-Пан, один з найбільших у світі солончаків. Там, де річка Окаванго в минулому впадала в озеро, утворилася дельта Окаванго, найбільша у світі річкова дельта внутрішнього стоку. Через потужне випаровування та піщаний субстрат дельти, майже вся вода, що потрапляє в дельту, випаровується, і лише близько 5 % води потрапляє у Макгадікгаді-Пан через річку Ботеті, що витікає з дельти. В регіоні Хардвельду на південному сході екорегіону зустрічаються ефемерні річки, такі як Мхалацве та Лоцане, що належать до басейну Лімпопо, яка сама по собі є сезонною річкою. Вода в цих річках тече лише кілька тижнів на рік, однак, незважаючи на нерегулярний стік, ці річки є важливим джерелом води на місцевому рівні завдяки надійним запасам підземних вод у своїх руслах. На більшій частині Сандвельду поверхнева вода присутня лише після дощу, і більшість людей і тварин в регіоні залежать від доступу до підземних вод. 

## Клімат
На більшій частині екорегіону переважає напівпустельний клімат (BSh за класифікацією кліматів Кеппена), який характеризується сильними посухами, що відбуваються приблизно кожні сім років. Опади випадають влітку, з жовтня по березень, а їх кількість значно коливається з року в рік. Більшість дощів супроводжуються грозами, коли протягом кількох годин випадає 15-90 мм опадів. Ці сезонні грози мають помітний регенераційний вплив на рослинність. Взимку, з травня по серпень, опадів випадає мало, або взагалі не випадає. Загалом середньорічна кількість опадів коливається від 300 мм на південному заході до 600 мм на півночі регіону. Для екорегіону характерні високі добові та річні коливання температури. У червні-липні температура може опускатися нижче 0 °C, а влітку — перевищувати 40 °C. Середня максимальна температура в регіоні становить 27-30 °C, а середня мінімальна — 9-12 °C.

## Флора
Рослинний покрив на більшій частині екорегіону представлений саванами, дерева та кущі в яких скидають листя під час тривалого сухого сезону. Серед дерев, що ростуть на невисоких піщаних пагорбах Сандвельду, слід відзначити сріблясту терміналію (Terminalia sericea), африканську буркею (Burkea africana), родезійську чорну акацію (Peltophorum africanum), лавандовий кротон (Croton gratissimus), тонкожилкову сеарсію (Searsia tenuinervis), жирафову акацію (Vachellia erioloba), акацію Флека (Senegalia fleckii), акацію Людеріца (Vachellia luederitzii), комбретум Зейхера (Combretum zeyheri), гостроконечний комбретум (Combretum apiculatum) та буйволову колючку (Ziziphus mucronata). На пологих рівнинах Сандвельду поширені чагарникові савани, основу яких складають калахарійські ліхтарні дерева (Dichrostachys cinerea), жовті гревії (Grewia flava), жовтуваті гревії (Grewia flavescens), медоносні акації (Senegalia mellifera), дрібноцвіті баугінії (Bauhinia macrantha), кафрські ксіменії (Ximenia caffra) та глодівцеві комміфори (Commiphora pyracanthoides). Серед трав, поширених в саванах регіону, слід відзначити однолусковий селін (Stipagrostis uniplumis), південну арістіду (Aristida meridionalis), купчасту арістіду (Aristida congesta), блідий гусятник (Eragrostis pallens), пишний гусятник (Eragrostis superba), скручений різноборідник (Heteropogon contortus), сизий цимбопогон (Cymbopogon caesius) та пухнастоцвіту пальчатку (Digitaria eriantha).
На північному заході Ботсвани та на північному сході Намібії, на захід від дельти Окаванго, в саванах домінують замбезійські тикові дерева (Baikiaea plurijuga), а також зустрічаються мопанові дерева (Colophospermum mopane) та африканські буркеї (Burkea africana). За відсутності пожеж в цих саванах розвивається щільний чагарниковий ярус, основу якого складають масайські бафії (Baphia massaiensis), білі калахарійські баугінії (Bauhinia petersiana) та паропсії Бразза (Paropsia brazzaeana). Трав'яний ярус розріджений, коли чагарниковий підлісок добре розвинений, однак у більш відкритому підліску серед кущів зростає південна арістіда (Aristida meridionalis), купчаста арістіда (Aristida congesta), блідий гусятник (Eragrostis pallens), гусятник Лехмана (Eragrostis lehmanniana) та інші трави. Замбезійські тикові дерева (Baikiaea plurijuga) чутливі до пожеж, і якщо ці дерева будуть пошкоджені вогнем, вони можуть загинути. Ймовірно, раніше замбезійські тикові дерева домінували на більших територіях, однак антропогенний тиск призвів до їх зникнення в інших районах.
На рівнинах і пагорбах Хардвельду зустрічаються різноманітні рослинні угруповання, розподіл яких залежить від ґрунтів. В саванах, поширених на південь від Макгадікгаді-Пана, домінують мопанові дерева (Colophospermum mopane), чорнуваті сенегалії (Senegalia nigrescens), пурпуровостручкові терміналії (Terminalia prunioides) та безбороді комбретуми (Combretum imberbe). Серед кущів, що зустрічаються в цих саванах, слід відзначити калахарійське ліхтарне дерево (Dichrostachys cinerea), букшпанолистий голонасінник (Gymnosporia buxifolia) та жовту гревію (Grewia flava), а серед трав — буйволову траву (Cenchrus ciliaris), пальчатку Міланьє (Digitaria milanjiana), кільчастий діхантіум (Dichanthium annulatum var. papillosum) та різні види гусятника (Eragrostis spp.). Ця мопанова савана простягається на південь до регіону Тулі-Блок на ботсвансько-південноафриканському кордоні. В лісистих саванах, поширених навколо міста Палап'є, переважають сріблясті терміналії (Terminalia sericea), які становлять основу саван Сандвельду. Західніше, в околицях Махалап'є, поширені більш відкриті савани, де переважають чорнуваті сенегалії (Senegalia nigrescens), а також зустрічаються марулові дерева (Sclerocarya birrea), родезійські чорні акації (Peltophorum africanum), жирафові акації (Vachellia erioloba) та безбороді комбретуми (Combretum imberbe). Серед менших дерев, поширених в цих саванах, слід відзначити гостроконечний комбретум (Combretum apiculatum), оксамитоволистий комбретум (Combretum molle), сріблясту терміналію (Terminalia sericea), зонтичну акацію (Vachellia tortilis), калахарійське ліхтарне дерево (Dichrostachys cinerea), жовту гревію (Grewia flava), сітчастожилкову гревію (Grewia retinervis) та чіпку гревію (Grewia tenax), а серед трав — гвінейську траву (Megathyrsus maximus), пухнастоцвіту пальчатку (Digitaria eriantha) та гусятник Лехмана (Eragrostis lehmanniana). В лісистих саванах, поширених на південь від Махалап'є, переважають безбороді комбретуми (Combretum imberbe) та родезійські чорні акації (Peltophorum africanum). Щільний чагарниковий ярус цих саван складають герерські комбретуми (Combretum hereroense), калахарійські ліхтарні дерева (Dichrostachys cinerea), зонтичні акації (Vachellia tortilis) та жовті гревії (Grewia flava).
Загалом флористичне різноманіття екорегіону є високим, порівняно з іншими регіонами — тут зустрічається близько 600 видів рослин. Однак видове різноманіття на одиницю площі та рівень ендемізму є низькими, що пояснюється перехідним характером регіону, розташованого між тропічними саванами і рідколіссями Замбезії та пустелями Кару.

## Фауна
Серед поширених в екорегіоні ссавців слід відзначити саванного слона (Loxodonta africana), чорного носорога (Diceros bicornis), південного білого носорога (Ceratotherium simum simum), південну жирафу (Giraffa giraffa), гемсбока (Oryx gazella), спрингбока (Antidorcas marsupialis), топі (Damaliscus lunatus), кінську антилопу (Hippotragus equinus), великого куду (Tragelaphus strepsiceros), південноафриканського їжатця (Hystrix africaeaustralis), капського ховраха (Geosciurus inauris), капського довгонога (Pedetes capensis), ведмежого павіана (Papio ursinus), земляного вовка (Proteles cristatus) та суриката (Suricata suricatta). Багато великих травоїдних ссавців, зокрема блакитні гну (Connochaetes taurinus), звичайні канни (Taurotragus oryx), бурчеллові зебри (Equus burchelli), африканські буйволи (Syncerus caffer caffer) та руді конгоні (Alcelaphus buselaphus caama), щорічно здійснюють великі міграції в межах екорегіону. Серед великих хижих ссавців, що зустрічаються в регіоні, слід відзначити лева (Panthera leo), африканського леопарда (Panthera pardus pardus), південноафриканського гепарда (Acinonyx jubatus jubatus), плямисту гієну (Crocuta crocuta), буру гієну (Parahyaena brunnea) та рідкісну гієнову собаку (Lycaon pictus), а серед більш дрібних хижаків — південноафриканського степового кота (Felis lybica cafra), чорноногого кота (Felis nigripes), звичайного каракала (Caracal caracal), сервала (Leptailurus serval), чепрачного шакала (Lupulella mesomelas), капську лисицю (Vulpes chama) та вухату лисицю (Otocyon megalotis). 
В межах екорегіону зустрічається понад 470 видів птахів. Серед поширених в екорегіоні птахів слід відзначити південноафриканського страуса (Struthio camelus australis), ботсванського рябка (Pterocles bicinctus), калахарського рябка (Pterocles burchelli), рудочубу дрохву (Lophotis ruficrista), світлокрилу дрохву (Afrotis afraoides), африканського грифа (Torgos tracheliotos), кафрського кромкача (Bucorvus leadbeateri), південну синицю (Melaniparus niger), білошийого жервінчика (Eremopterix verticalis), смугастоволу алондру (Calendulauda sabota), білочереву алондру (Calendulauda africanoides), білогорлого фірлюка (Mirafra passerina), акацієву жовтобрюшку (Eremomela usticollis), пустельну таміку (Cisticola aridulus), великого мерла (Lamprotornis australis), південного смолярика (Myrmecocichla formicivora), пустельну альзаколу (Cercotrichas paena), південного магалі-вусаня (Sporopipes squamifrons), чорнолобого ткачика (Ploceus velatus), чорнощокого астрильда (Brunhilda erythronotos) та великого горобця (Passer motitensis). Майже ендемічними представниками регіону є скельні токо (Lophoceros bradfieldi) та чорновуздечкові кратеропи (Turdoides melanops).
В межах екорегіону зустрічається 31 вид земноводних та 92 види плазунів. Серед майже ендемічних плазунів, поширених в регіоні, слід відзначити пурпурово-блискучу змію (Amblyodipsas ventrimaculata), калахарійського гекона Вальберга (Pachydactylus wahlbergii) та калахарійську амфісбену (Monopeltis leonhardi). Ендеміками екорегіону є цодільські тонкопалі гекони (Pachydactylus tsodiloensis).

## Збереження
Близько 32,2 % площі екорегіону є заповідними територіями. Природоохоронні території включають: Мисливський резерват Центральної Калахарі та Національний парк Нксаї-Пан в Ботсвані, а також Національний парк Гаудум в Намібії.